# Sarah Lindley Crease

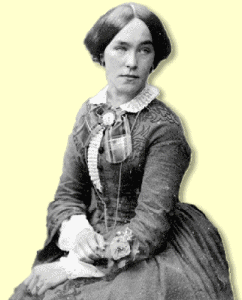
Sarah Lindley Crease, vermutlich 1890

Sarah Lindley Crease (* 30. November 1826 in Acton Green, Middlesex, England; † 10. Dezember 1922 in Victoria, British Columbia, Kanada) war eine britisch-kanadische Künstlerin.

## Leben
Sarah Lindley wurde als älteste Tochter des berühmten Botanikers John Lindley und seiner Frau Sarah Freestone geboren. In ihrer Jugend erhielt sie Kunstunterricht bei dem Porträtmaler Charles Fox, der sie in Aquarellmalerei, Bleistiftzeichnung, Holzschnitt und Kupferstich unterrichtete. Bei Sarah Ann Drake, einer bekannten botanischen Illustratorin, erlernte sie die botanische Illustration und illustrierte später die Veröffentlichungen ihres Vaters.
Am 27. April 1853 heiratete sie Henry Pering Pellew Crease.  Das Paar wanderte 1858 nach Vancouver Island aus, wo Henry als Barrister arbeitete und später Richter am Obersten Gerichtshof wurde. Das Paar hatte sieben Kinder, unter anderem die für ihre Aquarelle und Landschaftsstudien von Vancouver Island bekannte Josephine Crease (1864–1947). Neben ihrer Rolle als Mutter engagierte sich Sarah in der Gemeinde, unterrichtete Sonntagsschule in der anglikanischen Kirche und war in verschiedenen kulturellen Institutionen tätig.

## Werk
Sarah Lindley Crease war eine begabte Aquarellmalerin und ist bekannt für ihre zahlreichen Landschaftsbilder aus British Columbia, insbesondere aus Victoria und Umgebung. Ihre Werke geben einen detaillierten Einblick in das koloniale Leben und die Landschaften Kanadas im 19. Jahrhundert.